# Prabhat Patnaik
Prabhat Patnaik är en marxistisk indisk ekonom och politisk kommentator. Han undervisade på Centret för ekonomiska studier och planering i den samhällsvetenskapliga fakulteten på Jawaharlal Nehru University i New Delhi, från 1974 till sin pension 2010. Han var även vice ordförande för planeringsnämnden i den indiska delstaten Kerala från juni 2006 till maj 2011.

## Uppväxt och skolgång
Prabhat Patnaik föddes i staden Jatni i Odisha den 19 september 1945 och studerade efter sin grundläggande utbildning i hemstaden på Daly College i Indore, med hjälp av ett meritbaserat stipendium från den indiska regeringen. Han tog sin fil. kand. i Economic Honours på St. Stephen's College i Delhi. Han åkte till Oxford University 1966 med ett Rhodes-stipendium och studerade på Balliol College och senare Nuffield College. Han tog fil.mag. och fil.dr på Oxford University. 

## Karriär

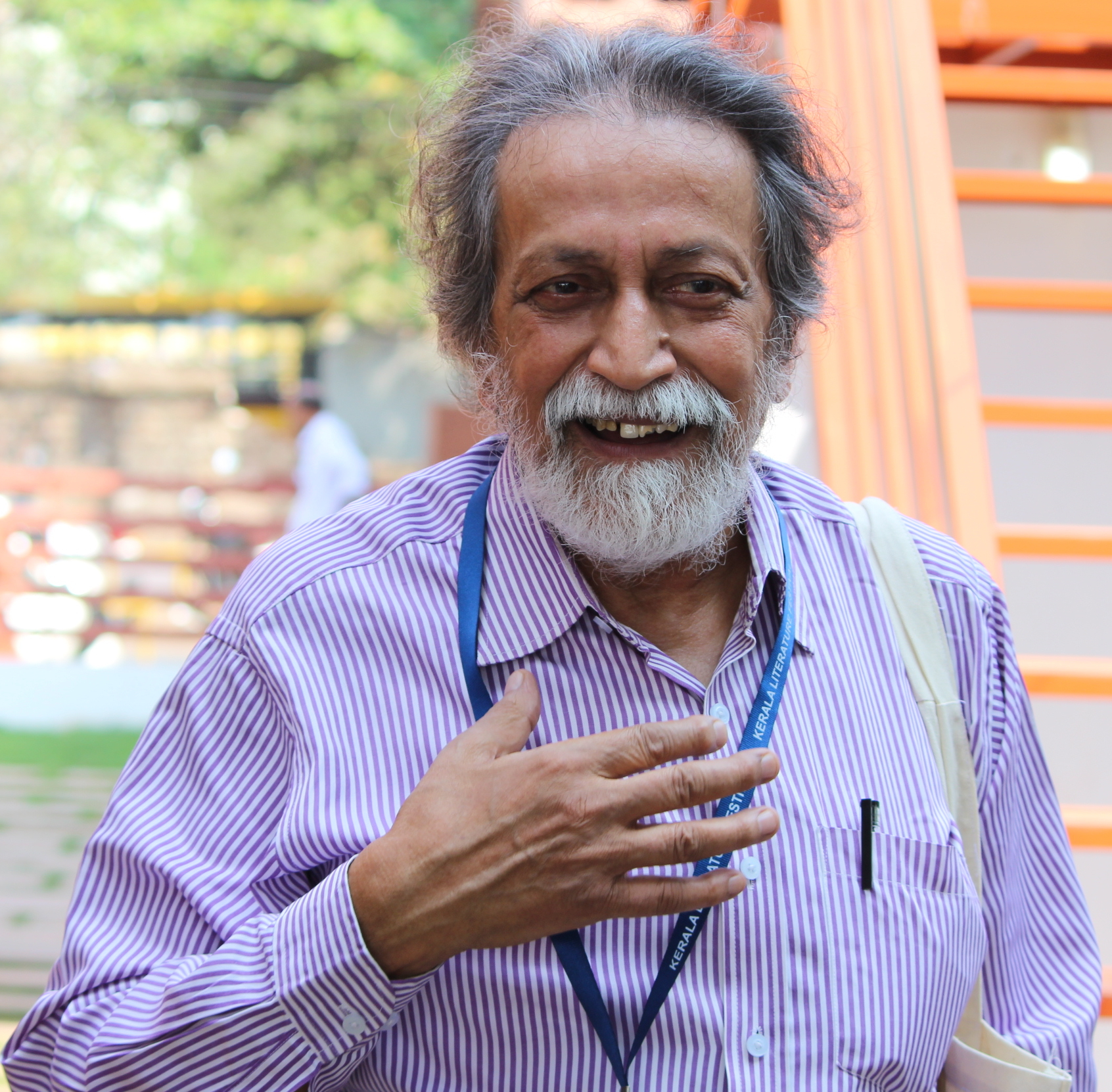
Prabhath Patnaik i Kozhikode, februari 2017

Patnaik gick med i fakulteten för ekonomi och politik på Universitetet i Cambridge år 1969 och blev vald till fellow på Clare College, Cambridge. År 1974 återvände han till Indien som docent på det nyligen etablerade Centret för ekonomiska studier och planering (CESP) på Jawaharlal Nehru University (JNU), New Delhi. Han blev professor på centret 1983 och fortsatte där till sin pensionering 2010. Vid tiden för sin pension uppehöll han Sukhamoy Chakravarty-stolen i planering och utveckling på C.E.S.P.
Han är specialiserad inom makroekonomi och politisk ekonomi, områden inom vilka han har skrivit många böcker och artiklar. Dessa inkluderar: Time, Inflation and Growth (1988), Economics and Egalitarianism (1990), Whatever Happened to Imperialism and Other Essays (1995), Accumulation and Stability Under Capitalism (1997), The Retreat to Unfreedom (2003), The Value of Money (2008) och Re-envisioning Socialism (2011). Han är redaktör för tidningen Social Scientist.
Han är gift med professor Utsa Patnaik, som innan sin pensionering 2010 var fakultetsmedlem på CESP i JNU, New Delhi.
Han tjänstgjorde som vice ordförande för planeringsnämnden i den indiska delstaten Kerala från juni 2006 till maj 2011.
Patnaik var del av en kraftfull arbetsgrupp om fyra medlemmar utsedd av Förenta Nationerna (FN) för att rekommendera reformåtgärder för det globala finanssystemet. Gruppen leddes av Joseph Stiglitz, och de andra medlemmarna var den belgiska sociologen Francois Houtart och Ecuadors finansminister Pedro Paez.

## Politiska ståndpunkter
Prabhat Patnaik är en ståndaktig kritiker av nyliberal ekonomisk politik, Hindutva, och är känd som en samhällsvetare med marxist-leninistisk övertygelse. Enligt honom har den ökade ekonomiska tillväxten i Indien följts av en ökning av magnituden av extrem fattigdom i landet, och den enda lösningen är att ändra statens klassorientering.

### Fotnoter
1. ↑  Library of Congress Authorities, USA:s kongressbibliotek, id-nummer i USA:s kongressbiblioteks katalog: nr88007568, läst: 12 november 2019.[källa från Wikidata]
2. 1 2  Virtual International Authority File, OCLC, VIAF-ID: 54307496.[källa från Wikidata]
3. 1 2  Rhodes Scholar Database, läst: 5 april 2024.[källa från Wikidata]
4. ↑  läs online, books.google.com , läst: 23 november 2020.[källa från Wikidata]
5. ↑  ”Publishers' note on Re-envisioning Socialism”. Arkiverad från originalet den 31 juli 2017. https://web.archive.org/web/20170731205309/https://tulikabooks.wordpress.com/catalogue-2/recent-titles/politics/re-envisioning-socialism/. Läst 19 februari 2017.
6. ↑  ”Social Scientist Home page at The Digital South Asia Library”. http://dsal.uchicago.edu/books/socialscientist/. Läst 19 februari 2017.
7. ↑  ”Home Page of the Kerala State Planning Board”. Arkiverad från originalet den 25 januari 2009. https://web.archive.org/web/20090125095717/http://keralaplanningboard.org/. Läst 18 Februari 2017.
8. ↑  ”"Prabhat Patnaik in U.N. task force"”. http://www.thehindu.com/archive/. Läst 19 februari 2017.
9. ↑  ”The Centrality of Leninism”. People's Democracy. 12 november 2006. Arkiverad från originalet den 26 december 2016. https://web.archive.org/web/20161226025336/http://archives.peoplesdemocracy.in/2006/1112/11122006_prabhat.htm. Läst 18 februari 2017.
10. ↑  ”Lessons from the Indian Experience by Prabhat Patnaik”. https://mronline.org/2011/08/29/lessons-from-the-indian-experience/. Läst 18 Februari 2017.